# Hanigovce
Hanigovce (allemand : Hönigsdorf ) est un village de Slovaquie situé dans la région de Prešov.

## Histoire
Première mention écrite du village en 1330.

## Démographie

### Évolution de la population
| Année:               | 1994. | 2004.    | 2014.   | 2024.   |
| -------------------- | ----- | -------- | ------- | ------- |
| Nombre de personnes: | 173   | 130      | 133     | 126     |
| Différence:          |       | -24,85 % | +2,30 % | -5,26 % |

| Année:               | 2023. | 2024.   |
| -------------------- | ----- | ------- |
| Nombre de personnes: | 127   | 126     |
| Différence:          |       | -0,78 % |